# 오카니시 고스케
오카니시 고스케(일본어: 岡西 宏祐, 1990년 7월 17일 ~ )는 일본의 축구 선수이다.

## 구단 경력
그는 2013년부터 2024년까지 J리그의 방포레 고후, 후지에다 MYFC에서 활동하였다.